# Nevada de Murree de 2022
El 7 de enero de 2022, se produjo una tormenta de nieve en Murree, distrito de Rawalpindi, Punjab, Pakistán, que dejó caer más de 4 pies (1,2 m) de nieve y mató a 23 turistas nacionales que habían visitado para ver la espesa nieve. Muchos murieron cuando las temperaturas cayeron a alrededor de 8 grados centígrados negativos (17,6 F).

## Antecedentes
Un día antes del incidente, cientos de miles de personas de otras partes de Pakistán habían conducido hasta la ciudad de Murree, situada a gran altitud en el distrito de Rawalpindi, Punjab, Pakistán, para ver la nevada. Varios vehículos quedaron atascados en las carreteras debido a la nevada y miles de turistas pasaron la noche en las carreteras. Las nevadas comenzaron el martes por la noche y continuaron de forma intermitente a lo largo de la semana, atrayendo a muchos turistas. Murree es un destino popular para los turistas paquistaníes cada vez que ve nieve.
La Met Office había emitido una alerta el 5 de enero advirtiendo que las fuertes nevadas podrían provocar el cierre de carreteras en la zona del 6 al 9 de enero. Poco después de eso, la administración de Murree tehsil emitió un aviso de viaje, instando a los turistas a verificar las actualizaciones del clima y el tráfico antes de venir. Dado que Murree es solo un tehsil dentro del distrito más amplio de Rawalpindi, la administración del distrito en sí no celebró una reunión para discutir el tema, aunque el comisionado adjunto Mohammad Ali dijo en las redes sociales que se desplegó un mayor número de guardias de tránsito. La Autoridad Nacional de Gestión de Desastres tampoco convocó a una reunión con los funcionarios del distrito para prepararse para el aumento del tráfico.
Los turistas se quejaron de que los hoteles habían subido los precios para capitalizar la afluencia masiva de turistas, lo que llevó a muchas personas a dormir en sus automóviles. Las habitaciones que normalmente cuestan entre 6.000 y 10.000 rupias por noche se alquilaban por 70.000 rupias por noche, mientras que los precios de los alimentos también estaban elevados. Los precios de un promedio de Rs.40 por una taza de té se dispararon a Rs. 700. Esto llevó al hashtag #BoycottMurree a ser tendencia en Twitter en Sunda.

## Nevada
El viernes 7 de enero, una ventisca arrojó cuatro pies de nieve sobre Murree. Durante la noche intermedia del 7 y 8 de enero, más de 157 000 vehículos ingresaron a Murree cuando comenzó la nevada. Los autos estaban abarrotados de parachoques a parachoques en las carreteras que rodean a Murree. Todas las rutas de entrada y salida de Murree fueron efectivamente bloqueadas, dejando a los turistas varados. Cuando empezó a nevar con fuerza, mucha gente dejó sus coches en las carreteras para buscar refugio en los hoteles, lo que contribuyó aún más a la congestión. La negligencia de las autoridades locales también puede haber contribuido a la congestión: en algunas áreas, se permitió el paso de más de 13 000 automóviles en carreteras que solo estaban diseñadas para acomodar a 4000 a la vez.
En algunos lugares, las fuertes nevadas y los fuertes vientos provocaron la caída de árboles , bloqueando carreteras y, en al menos un caso, cayendo sobre varios vehículos. Al menos 22 turistas murieron. Las víctimas sufrieron hipotermia, mientras que algunas pueden haber muerto por inhalación de monóxido de carbono porque sus tubos de escape estaban bloqueados por la nieve, lo que resultó en una fuga de monóxido de carbono en los automóviles, causando las muertes.
Las víctimas incluían al oficial de policía de Islamabad, Naveed Iqbal, su hermana, tres sobrinos y tres de sus propios hijos; una pareja de Rawalpindi con dos hijos y dos hijas; y cuatro amigos de Mardan. El domingo se celebraron funerales por las víctimas en sus respectivos pueblos de origen. El sábado, el número de muertos llegó a 23; una niña de cuatro años murió en Jhika Gali, aparentemente de hipotermia y neumonía. La tormenta de nieve también causó problemas a los residentes locales: las tuberías de agua se dañaron debido a la congelación, lo que hizo que el agua potable fuera inaccesible en la mayoría de los lugares. Los hoteles también comenzaron a quedarse sin comida y el servicio de telefonía celular era "irregular". Los cilindros de gas también comenzaron a agotarse.

## Búsqueda y rescate
El viernes por la noche, el director de tráfico, Taimoor Khan, anunció que todo el tráfico hacia Murree ahora estaba prohibido. El sábado 8 de enero, el gobierno desplegó fuerzas militares para ayudar en las labores de rescate. Se está trabajando para retirar los vehículos atascados en la nieve. Cinco pelotones de infantería del Ejército de Pakistán, Frontier Corps y Rangers también han sido llamados para operaciones de rescate. Mientras tanto, el Proyecto de Desarrollo Turístico Integrado de Khyber Pakhtunkwa (KITE) anunció el sábado que Galiyat estaría completamente cerrado a los turistas durante los próximos dos días. Durante la noche del sábado, más de 700 vehículos fueron sacados de la nieve y los turistas varados fueron llevados a un lugar seguro en uno de los cinco campamentos de socorro administrados por militares, donde recibieron medicamentos y comida caliente. A las 10:30 pm del domingo, las autoridades militares informaron que todos los automovilistas varados habían sido puestos a salvo, mientras que los ingenieros y las tropas del ejército continuaban trabajando para quitar la nieve de las carreteras de la zona. Los ingenieros ya habían despejado la autopista Murree.
El ministro principal de Punjab, Usman Buzdar, presidió una reunión en Gharial el domingo, que formó un comité para investigar qué departamentos gubernamentales habían sido responsables del desastre. Buzdar prometió una "acción imparcial" hacia las partes responsables y anunció que habría 17,6 millones de rupias. en compensación pagada a las familias de los fallecidos. También ordenó a los funcionarios que tomaran medidas contra los hoteles que habían subido los precios durante la tormenta de nieve. La reunión también anunció que Murree se convertiría en un distrito separado dentro de Punjab, con dos nuevas estaciones de policía, y que se instalarían dos nuevas plazas de estacionamiento en las áreas más concurridas de Murree. La Autoridad de Telecomunicaciones de Pakistán anunció que las personas en el área sin saldo móvil recibirían llamadas gratuitas extendidas; también dieron instrucciones a los operadores para que mantuvieran un suministro de energía de respaldo para asegurarse de que se pudieran satisfacer las necesidades de telecomunicaciones de las personas varadas.
Las carreteras permanecieron cerradas el lunes.La gente de Murree todavía carecía de electricidad y agua potable; la Autoridad de Desarrollo de Energía y Agua de Pakistán (WAPDA, por sus siglas en inglés) envió personas para restaurar el suministro de electricidad, pero no tuvo éxito debido a la persistencia del clima extremo.La administración del distrito ha dado instrucciones de que los locales no deben salir de sus casas por la noche y se ha pedido a los servicios de ambulancia, vehículos de seguridad y bomberos que permanezcan alerta.